# Tetranchyroderma esarabdophorum
Tetranchyroderma esarabdophorum är en djurart som tillhör fylumet bukhårsdjur, och som beskrevs av Ezio Tongiorgi och Francesco Balsamo 1984. Tetranchyroderma esarabdophorum ingår i släktet Tetranchyroderma och familjen Thaumastodermatidae. Inga underarter finns listade i Catalogue of Life.